# Полет 007 на „Ер Франс“
Полет 007 на „Ер Франс“ е редовен международен пътнически полет от летище „Париж – Орли“, Париж, Франция, до общинското летище „Хюстън“, Хюстън, Тексас, Съединените американски щати, с планирани междинни кацания в Ню Йорк, Ню Йорк и Атланта, Джорджия, управляван от „Ер Франс“. На 3 юни 1962 г. самолетът „Боинг 707-328“, който изпълнява полета, излиза от пистата при излитане от Париж и се разбива, след което е напълно унищожен от пожар. От всички 122 пътници и 10 членове на екипажа на борда оцеляват само двама души.
Причините за катастрофата включват повреда на прибори, двигатели, системи за управление, кормила, автоматизация, както и множество грешни действия на екипажа, загуба на захранване. Всичко това не позволява на командира на полета да приложи достатъчно сила към кормилото, за да преодолее съпротивлението, създадено от аеродинамичните сили, които действат върху стабилизатора. Когато екипажът решава да прекрати излитането, то вече е невъзможно, тъй като наличната дължина на пистата е твърде малка и самолетът не може да спре безопасно. Въпреки че тестове показват, че при достатъчно приложена сила върху кормилото за височина излитането е възможно, членовете на комисията, която разследва инцидента, не стигат до пълно единодушие.
Това е първата катастрофа с участието на един пътнически самолет, при която загиват повече от 100 души. Това е и най-голямата катастрофа с един самолет по време на събитието, както и втората по големина авиокатастрофа в света (след сблъсъка над Ню Йорк през 1960 г., със 134 смъртни случая). Към 2019 г. (по брой смъртни случаи) това бедствие се нарежда на 2-ро място в историята на „Ер Франс“ (след катастрофата в Атлантическия океан по време на полет 447 на „Ер Франс“ през 2009 г., с 228 смъртни случая), на 4-о място сред подобни инциденти във Франция и на 5-о място в историята на „Боинг 707“. Това е и най-голямата авиокатастрофа с френски самолет на френска територия.